# Litoria jungguy
Litoria jungguy är en groddjursart som beskrevs av Stephen C. Donnellan och Mahony 2004. Litoria jungguy ingår i släktet Litoria och familjen lövgrodor. IUCN kategoriserar arten globalt som nära hotad. Inga underarter finns listade i Catalogue of Life.